# Thorsten Reusch
Thorsten Burkhard Hanns Reusch (* 21. Juli 1965 in Herborn, Deutschland) ist ein deutscher Ökologe und Hochschullehrer.

## Wissenschaftliche Laufbahn
Thorsten Reusch promovierte 1994 am Institut für Meeseskunde IFM in Kiel und studierte darauffolgend bis 1997 im Zuge des Deutschen Akademischen Austauschdienstes (DAAD) und mit Hilfe eines DFG Forschungsstipendiums am Coastal Marine Institute San Diego, USA. Er setzte seine Studien bis 1999 durch ein Marie-Curie-Stipendium an der Universität Groningen, in den Niederlanden fort. Zwischen 1999 und 2001 arbeitete er als wissenschaftlicher Mitarbeiter am Max-Planck-Institut für Limnologie in Plön. Thorsten Reusch erhielt von 2002 bis 2005 ein weiteres Stipendium (Heisenberg-Stipendium der Deutschen Forschungsgemeinschaft) für seine Forschung am Max-Planck-Institut für Limnologie in Plön. 2005 wurde ihm dann eine Professur für Evolutionsökologie der Pflanzen an der Westfälischen Wilhelms-Universität Münster, am Institut für Evolution & Biodiversität angeboten. Im September 2008 wurde er zum Leiter des Forschungseinheit Evolutionsökologie Mariner Fische und er erhielt eine Professur für Marine Ökologie am Leibniz-Institut für Meereswissenschaften, dem heutigen GEOMAR Helmholtz-Zentrum für Ozeanforschung in Kiel. Seit Januar 2012 ist er dort Leiter des Forschungsbereichs 3 Marine Ökologie und Vorstandsmitglied im Exzellenzclusters Ozean der Zukunft.

## Forschungsinteressen
Thorsten Reusch interessiert sich im Bezug auf seine Forschung sehr für die Themen Evolutionsbiologie und Populationsgenetik, Marine Genomik, biologische Effekte des globalen Wandels, Marine Invasionsbiologie sowie Wirt-Parasiten-Interaktionen.

## Ausgewählte Publikationen
- Thorsten B. H. Reusch, Michael A. Häberli, Peter B. Aeschlimann und Manfred Milinski: Female sticklebacks count alleles in a strategy of sexual selection explaining MHC polymorphism. In: Nature. Band 414, Nr. 6861, 15. November 2001, S. 300–302, doi:10.1038/35104547
- K. Mathias Wegner, Martin Kalbe, Joachim Kurtz, Thorsten B. H. Reusch und Manfred Milinski: Parasite Selection for Immunogenetic Optimality. In: Science. Band 301, Nr. 5638, 5. September 2003, S. 1343, doi:10.1126/science.1088293.
- Thorsten B. H. Reusch, Anneli Ehlers, August Hämmerli und Boris Worm: Ecosystem recovery after climatic extremes enhanced by genotypic diversity. In: Proceedings of the National Academy of Sciences. Band 102, Nr. 8, 2005, S. 2826–2831, doi:10.1073/pnas.0500008102
- Thorsten B. H. Reusch und Troy E. Wood: Molecular Ecology of global change. In: Molecular Ecology. Band 16, Nr. 19, 2007, S. 3973–3992.[1]